# إبيريتي
إبيريتي هي بلدية في البرازيل، تتبع ميناس جرايس، بلغ عدد سكانها 158٬954  نسمة، في 2010، تبلغ مساحتها 72٫573 كيلومتر مربع، رمزها البريدي هو 32400 - 000.

## الموقع
تشترك في الحدود مع:
- بيلو هوريزونتي.